# Гластрис, Пол
Пол Гла́стрис (англ. Paul Glastris; род. 1 декабря 1958, США) — американский журналист и политический обозреватель, главный редактор некоммерческого политического либерального журнала «Washington Monthly », постоянный комментатор на телеканале BBC и приглашённый комментатор на CNN, MSNBC и NPR. Будучи в 1998—2001 годах сотрудником Белого дома, являлся специальным помощником и главным спичрайтером президента США Билла Клинтона. Бывший корреспондент и редактор новостного журнала «U.S. News & World Report». Член Американо-греческого института (AHI).

## Биография
Родился в греческой семье.
В 1978—1982 годах учился в Северо-Западном университете, который окончил со степенями бакалавра истории и магистра в области радио, телевидения и кино.
В 1985—1986 годах — редактор журнала «Washington Monthly». Также писал материалы для «The New York Times», «The Washington Post», «The New Republic», «Slate» и других изданий.
В 1988—1998 годах — корреспондент и редактор журнала «U.S. News & World Report». Был главой берлинского бюро (1995—1996), освещал события в Югославии в последние месяцы Боснийской войны. Работал также в Германии, России, Греции и Турции, а ранее — в чикагском бюро газеты, освещая события на Среднем Западе.
В 1998—2001 годах — специальный помощник и главный спичрайтер президента США Билла Клинтона. Составил более 200 речей для Клинтона на самые разные темы, включая образование, здравоохранение и бюджет. В ноябре 1999 года вместе с Клинтоном посетил Турцию и Грецию, был соавтором текста обращения Клинтона к греческому народу.
С 2001 года — главный редактор журнала «Washington Monthly», президентом и почётным издателем которого является журналист Маркос Куналакис.
В 2016 году в «The Washington Post» вышла статья Гластриса, в которой он раскритиковал политику Международного олимпийского комитета, в частности систему выбора места проведения Олимпийских игр. Гластрис предложил выбрать для проведения Игр постоянное место, в качестве «самого очевидного выбора» назвав Грецию, которая, по его мнению, имеет на это «неоспоримое историческое право».
В 2017 году Американо-греческий институт вручил Гластрису награду Hellenic Heritage National Public Service Award за значительные карьерные достижения и вклад в развитие греческой общины США и общества в целом.
Член совета директоров некоммерческой организации Nonzero Foundation, сотрудник аналитического центра New America и старший сотрудник Центра западной политики (WPC), занимающегося вопросами международных отношений, в частности исследованием и прогнозированием политических и торговых аспектов, а также политики безопасности США, НАТО и ЕС в Юго-Восточной Европе. Основателем WPC является политический стратег и комментатор Джон Ситилидис.

## Личная жизнь
В 1986—2017 годах был женат на Кукуле Капур-Гластрис, бывшей сотруднице «U.S. News & World Report», от брака с которой имеет дочь Хоуп и сына Адама. Кукула Капур (1958—2017) родилась на Тибете в семье индийского дипломата, который помог Далай-ламе XIV бежать в Индию. Принимала участие в президентской кампании Майкла Дукакиса.
Проживает в Вашингтоне.
Поклонник профессионального бейсбольного клуба «Сент-Луис Кардиналс».